# Морено, Науэль
Науэ́ль Море́но (исп. Nahuel Moreno; настоящее имя У́го Миге́ль Бресса́но Капасе́те (исп. Hugo Miguel Bressano Capacete); 24 апреля 1924 — 25 января 1987) — аргентинский политик и троцкист.

## Биография
Морено пришёл в троцкистское движение перед Второй мировой войной. Во время раскола Четвёртого интернационала 1953 года Морено поддержал Международный комитет (МКЧИ). 1950—1960-е годы группа Морено издавала журнал Palabra Obrera («Слово рабочего»). Тогда же поддерживает сближение МКЧИ и МСЧИ, закончившееся воссоединением в 1963 году. Откол от Интернационала сторонников Хуана Посадаса, выступавших против объединения двух тенденций, позволяет Морено стать в 1963 году лидером Латиноамериканского бюро Объединённого секретариата.
Однако отношения между Морено и международным руководством оставались сложными. Когда в 1974 году по инициативе Социалистической рабочей партии (США) была создана Ленинистко-троцкистская тенденция (ЛТТ), Морено поддержал её. После ликвидации ЛТТ его сторонники образовали Большевистскую фракцию (БФЧИ), которая в 1979 году вышла из Четвёртого интернационала. Разногласия, приведшие к расколу, касались отношения к Никарагуанской революции 1979 года и Сандинистскому фронту национального освобождения (СФНО) — Морено со сторонниками были инициаторами формирования интернациональной бригады Симона Боливара, отправленной в Никарагуа для борьбы с сомосовской диктатурой, но быстро разочаровались в СФНО как «буржуазном» и «соглашательском». В том же, 1979 году, БФЧИ объединяется с Организационным комитетом за реконструкцию Четвёртого интернационала Пьера Ламбера. Но в 1981 году пути тенденций Морено и Ламбера расходятся.
Сторонники Морено, сосредоточенные, в основном, в Латинской Америке, образуют Международную лигу трудящихся — Четвёртый интернационал (МЛТ—ЧИ). Основными организациями нового интернационала становятся аргентинское Движение к социализму (МАС) и бразильская Объединённая социалистическая партия трудящихся (ПСТУ).
После смерти Морено в 1987 году, аргентинская МАС проходит череду расколов и теряет своё влияние.